# DEUS (band)
 For alternative betydninger, se DEUS. (Se også artikler, som begynder med DEUS)
dEUS er en rockgruppe fra Antwerpen i Belgien, dannet i starten af 1990'erne.
Bandet består af Tom Barman (på guitar og sang), Mauro Pawlowski (på guitar), Klaas Janzoons, Stephane Misseghers og Alan Gevaert. Gruppen spillede i starten en rockorienteret form for post-grunge.

## Discografi
- Zea (1993, EP)
- Worst Case Scenario (1994)
- My sister is my clock (1995, EP)
- In A Bar, Under The Sea (1996)
- The Ideal Crash (1999)
- No more loud music (Compilation, 2001)
- [Tom Barman, Guy van Nueten, live] (2004)
- Pocket Revolution (2005)
- What we talk about (when we talk about love) (2006, EP)
- Vantage Point (18. April 2008)

## Ekstern henvisning
- Official Website
- MySpace Website